# Bloedbad van Kisangani
Het bloedbad van Kisangani was een gebeurtenis die zich voltrok van 13 tot 15 mei 2002 in de stad Kisangani, gelegen in de regio Tshopo van de Democratische Republiek Congo. Nadat ze een opstand hadden neergeslagen, begonnen strijdkrachten gelieerd aan de Congolese Rally voor Democratie (RDC) met grove schendingen van de mensenrechten, waaronder Liquidaties, plunderingen en verkrachtingen, waardoor het leven van 183 mensen werd beëindigd.

## Achtergrond
Kisangani, een stad van strategisch belang vanwege haar ligging aan de rivieren Tshopo en Lindi, fungeerde als het knooppunt tussen Oost- en West-Congo. De stad huisvestte twee luchthavens, Simisini en Bangoka, waardoor gemakkelijke bevoorrading en militaire inzet mogelijk waren. Bovendien stond Kisangani bekend om haar bloeiende diamantmarkt. Om deze redenen werd de controle over Kisangani vaak betwist en was het toneel van conflicten tussen het Congolese leger en verschillende rebellengroepen, gesteund door Rwanda, Oeganda en Burundi. Dit alles speelde zich af tegen de achtergrond van de Tweede Congolese Burgeroorlog, die al drie jaar gaande was.
De eerste gevechten om de stad begonnen in augustus 1999 tussen Oeganda en Rwanda, waarbij 200 mensen het leven lieten en deze strijd het einde betekende van de alliantie tussen Oeganda en Rwanda. In juni 2000 laaide het geweld opnieuw op in Kisangani, ditmaal tussen het Rwandees Patriottisch Front en de UPDF, een conflict dat bekendstaat als de Zesdaagse Oorlog. Gedurende deze oorlog slaagde het Rwandese Patriottische Front erin om de Oegandese Volksverdedigingsmacht succesvol uit de stad te verdrijven, met een verwoestend effect op Kisangani, waarbij 1.576 mensen omkwamen en 4.000 gebouwen werden vernietigd. Na de Zesdaagse Oorlog trokken de troepen van het Rwandese Patriottische Front zich terug uit de stad, waardoor Kisangani in handen kwam van hun proxygroep, de Congolese Rally voor Democratie (RCD).

## Muiterij
Op de nachten van 13 en 14 mei brak er een muiterij uit in Kisangani, geïnitieerd door diverse militaire commandanten in het middenkader. De muiters verspreidden zich door de stad en bezochten verschillende militaire posten om medestanders te rekruteren. Rond 05.00 uur lokale tijd begon het geluid van geweervuur de stad te vullen. Ongeveer 60 tot 70 muiters van de zevende brigade viel een politiebureau aan, waar ze de aanwezige troepen ontwapenden. Vervolgens trokken ze naar het volgende politiebureau. De muiters begaven zich ook naar de militaire gevangenis, waar ze de bewakers overmeesterden en de gevangenen bevrijdden. Om 06.00 uur namen ze het RTNC-radiostation in de stad over en riepen ze de strijdkrachten van MONUSCO en de FARDC op om versterkingen te sturen. Deze uitzendingen leidden tot een tegenaanval van loyale RCD-soldaten, die de stad begonnen te heroveren en om 07.50 uur het radiostation weer onder controle kregen.
Tegen het middaguur werden er 120 versterkingen uit Goma aangevoerd via twee vliegtuigen, terwijl hoge militaire commandanten van de RCD, waaronder Laurent Kunda, de commandant van de Zevende Brigade, ook arriveerden. De RCD meldde dat 41 mensen omkwamen tijdens de muiterij en de daaropvolgende gevechten, waaronder 21 burgers.

## Plunderingen en Liquidaties
Direct na het einde van de muiterij begon de RCD met brute repressie in de stad. Tegen de middag van 14 mei had de muiterij opgehouden en braken er grootschalige plunderingen, verkrachtingen en Liquidaties uit. Burgers werden herhaaldelijk op straat beroofd en gedwongen om hun waardevolle bezittingen en geld af te staan, anders werden ze met de dood bedreigd. RDC- en Rwandese soldaten doorzochten huizen systematisch en namen radio's, voertuigen, televisies, dieren en alle waardevolle spullen mee. Burgers werden gedwongen om gestolen goederen te dragen onder dreiging van vuurwapens.
Op de Tshopo-brug werden een onbekend aantal mensen zonder enige vorm van proces geliquideerd. Muiterijcommandanten en andere leiders werden gedwongen door hun eigen manschappen om hun leven te laten en werden over de brug in de Tshopo-rivier gegooid. Hun lichamen werden verminkt en verzwaard met stenen om ze naar de rivierbodem te laten zinken. Volgens rapporten vielen er meer dan 100 doden bij de brug, terwijl andere getuigen beweerden dat 63 RCD-soldaten die deelnamen aan de muiterij, samen met een onbekend aantal politieagenten, werden geliquideerd.
Richting het einde van de muiterij gaf commandant Ibuka bevel aan alle politieagenten om terug te keren naar hun posten, maar hijzelf werd later geliquideerd. RCD-troepen ondernamen pogingen om te achterhalen welke politieagenten hun post hadden verlaten of betrokken waren bij de muiterij. In kamp Ketele werden een onbekend aantal politieagenten naar een afgelegen locatie gebracht en geliquideerd. Op 14 mei werden ongeveer twaalf politieagenten geliquideerd op de luchthaven van Bangboka, en op 15 mei werden nog eens 13 gevangengenomen politieagenten, die vermoedelijk hun post hadden verlaten, naar een massagraf gebracht en terechtgesteld.

### VN Onderzoek
Volgens een onderzoek van de VN werden in totaal 183 mensen gedood door RCD-troepen, waaronder 103 burgers en 60 politie- en militairen die werden geliquideerd. Bovendien werden nog eens 20 lichamen aangetroffen in de Tshopo-rivier. Het is echter mogelijk dat het aantal geliquideerden bij de Tshopo-brug aanzienlijk hoger was dan gerapporteerd, en dat veel lichamen mogelijk zijn weggezonken in de rivier of stroomafwaarts zijn gespoeld.